# Rafael Cansinos Assens
Rafael Cansinos Assens (Siviglia, 24 novembre 1882 – Madrid, 6 luglio 1964) è stato uno scrittore, poeta, critico letterario e traduttore spagnolo appartenente al movimento ultraista.
Cansinos parlava parecchie lingue ed ebbe un gran successo sia come traduttore sia per i suoi saggi e i suoi romanzi. Tradusse in spagnolo Le mille e una notte, parti del Talmud, il Corano e anche opere di Dostoevskij, Goethe, Balzac e Andreev.

## Biografia
Nacque a Siviglia nel 1882 e a quindici anni, nel 1898, rimasto orfano di padre, si trasferì con la sua famiglia a Madrid, città da cui non si allontanerà più. Alla sua famiglia, molto modesta e con scarsi mezzi economici, apparteneva anche l'attrice e ballerina statunitense Margarita Carmen Cansino, nota come Rita Hayworth. "La famiglia di mio nonno non aveva una buona opinione di quella del padre di Margarita [Carmen Cansino], perché era gente di spettacolo."
La sua educazione fu profondamente cristiana per opera della madre, fervente cattolica, e delle sue due sorelle maggiore, che furono novizie. 
Le origini del cognome a metà del XIX secolo erano riconoscibilmente legate ad antenati convertiti dal giudaismo, il che portò Rafael, fin da giovanissimo, a ricercare l'origine del suo cognome, rintracciando prove di un passato familiare marcato dall'espulsione dei giudei del 1492, che divise le famiglie sefardite. Da quel momento incominciò in lui il processo di assimilazione al giudaismo, che lo accompagnerà, con non pochi ostacoli, fino al termine della sua esistenza terrena.
Il suo primo racconto apparve sulla rivista letteraria El Arte verso il 1898; collaborava anche a Vida Nueva, rivista della generazione del '98, diretta dal gaditano Dionisio Pérez Gutiérrez, e al giornale El País. Un parente lo presentò ai redattori di El Motín, però José Nakens e la sua cerchia erano antimodernisti, mentre Cansinos aderiva già alla nuova sensibilità. Verso il 1901, Pedro González-Blanco lo pose in contatto con il modernismo, che lo cattura, e conosce Francisco Villaespesa; con lui e con altri giovani innovatori passeggia per le vie di Madrid e si intrattiene nelle tertulias della capitale. Collabora a Helios (1903), Revista Latina e Renacimiento (1907). Negli anni dell'inizio del secolo partecipò attivamente con il senatore Ángel Pulido Fernández a una campagna filosefardita, che si proponeva di recuperare la memoria giudaica spagnola. Scriveva salmi e frequentava il Colonial e altri caffè. Divenne giornalista e allacciò relazioni con il citato Villaespesa, con Juan Ramón Jiménez, con Emilio Carrere, con Felipe Trigo, con Rubén Darío, con Rafael Lasso de la Vega, con Gregorio Martínez Sierra, con Carmen de Burgos, con Ramón Gómez de la Serna, con Antonio Machado e con Manuel Machado.
Del 1905 è il manoscritto Memorias incompletas, composto da 172 fogli e contenente un'importante opera giovanile dello scrittore. Nel 2014 la Fondazione-Archivio Rafael Cansinos Assens denunciò la sua perdita.
Pubblicò la sua prima opera, El candelabro de los siete brazos (salmos), nel 1914, opera modernista, ma pubblicata tardivamente, quando già la tendenza modernista incominciava a declinare. In questo periodo emerge come figura di spicco del caffè Colonial e condivide la linea creazionista di Vicente Huidobro, e con un altro gruppo di avanguardisti fondò l'ultraismo, il cui manifesto fu pubblicato nel 1919 sulle riviste  Cervantes e Grecia, quest'ultima diretta da Isaac del Vando-Villar con Adriano del Valle come caporedattore. Gli obiettivi del creazionismo si sintetizzeranno su Ultra, rivista pubblicata fra il gennaio del 1921 e il febbraio del 1922. Nel 1919 abbandona il giornalismo per dedicarsi completamente alla letteratura; dirige la rivista Cervantes e collabora a Grecia, Ultra e Tableros, condividendo le sue attività con il gruppo di avanguardisti composto da Guillermo de Torre, Adriano del Valle e Xavier Bóveda, nonché da un giovane Jorge Luis Borges. Allo stesso tempo mantiene legami molto stretti con la nascente comunità giudaica di Madrid, che in quel periodo ruota attorno alla figura di Max Nordau. La sua opera di quegli anni, eccetto alcuni testi firmati con lo pseudonimo di «Juan Las», non ha tuttavia nulla di avanguardista, ma affonda le sue radici nei testi biblici. Nel 1919 tradusse per la prima volta in spagnolo, traducendo dall'inglese e dal francese, un'antologia talmudica con il titolo di Bellezas del Talmud. Il suo prestigio come traduttore va crescendo con le versioni di opere di Giuliano l'Apostata, Ivan Turgenev, Lev Tolstoj, Maksim Gor'kij e Max Nordau. Nel 1921, ne El movimiento V. P., fa un ritratto ironico dei protagonisti delle avanguardie spagnole, specialmente della dissoluzione dell'ultraismo.
Fu un acido critico letterario per La Correspondencia de España e per La Libertad, giornale quest'ultimo di tendenza repubblicana, in cui entra nel 1925 e su cui scrive fino alla Guerra civile. Pubblica anche saggi di critica letteraria come Poetas y prosistas del novecientos (1919), Los temas literarios y su interpretación (1924) e i quattro volumi di La nueva literatura (1917-1927).
Durante la guerra civile spagnola redige i suoi Diarios principalmente in inglese, ma anche in francese, in tedesco e in arabo aljamiado. In questo modo poteva mettere in pratica le lingue che conosceva; lo stesso metodo è adottato nei diari dai cui ricaverà la Novela de un literato, che arrivano fino all'inizio del conflitto; i Diarios restano tuttaavia inediti. Dopo la Guerra civile, in cui prese parte a fianco degli sconfitti, subì l'epurazione da parte del regime di Franco e fu privato del patentino di giornalista con l'unica accusa di essere giudeo, e dà inizio a un lungo esilio interiore, dedicandosi quasi esclusivamente a tradurre per Editorial Aguilar. Con la sua firma vedrà la luce l'opera completa di autori come Dostoevskij, Schiller, Goethe, Balzac o Andreev. 
Tutte queste opere erano accompagnate da ampie biografie e studi. Particolare importanza ebbe anche la prima traduzione diretta dall'arabo allo spagnolo, e completa, de Le mille e una notte, in tre volumi, con una monumentale monografia di introduzione. Degli anni 1950 è Mahoma y el Korán, biografía crítica y estudio y versión de su mensaje ("Maometto e il Corano, biografia critica e studio e traduzione del suo messaggio"), pubblicato con un piccolo editore di Buenos Aires, che accompagna alla traduzione del Corano, anche in questo caso la prima traduzione diretta dall'arabo allo spagnolo, traduzione letterale e integrale, che fu ristampata più volte negli anni 1960 da Aguilar a Madrid; entrambi i titoli sono ancora diffusi dalla sua Fondazione. Da segnalare anche un'Antología de poetas persas ("Antologia di poeti persiani"). Dopo la scomparsa della comunità giudaica spagnola dopo la Guerra civile, la sua relazione con il giudaismo si incanala con la collaborazione con l'editrice Hebraica di Buenos Aires e con il suo amico César Tiempo. In questi anni scrive anche un saggio sull'antisemitismo (Soñadores del galut, conservato alla Biblioteca Nacional Argentina) e La novela de un literato (1982-1995), che è parte di una raccolta di diari e memorie che restano inediti, conservati presso la Fondazione-Archivio Rafael Cansinos Assens (ARCA). Nel 2002 la fondazione pubblicò il suo romanzo postumo Bohemia, mentre un'altra serie do opere fu ristampata nel 2006.
La vita che condusse nella Madrid del dopoguerra fu fondamentalmente notturna, giacché dormiva fino alla tarda mattinata, incominciando a lavorare tardi. Mel 1946 morì la sua compagna Josefina Megías Casado; sua sorella Pilar, con cui aveva trascorso tutta la vita, morì nel 1949; nel 1950 entrò a lavorare nella sua casa di Menéndez Pelayo Braulia Galán, che anni dopo Rafael Cansinos Assens sposò e che si prese cura di lui fino alla fine dei suoi giorni. Nel 1958 ebbe un figlio, Rafael Manuel, che guida la Fondazione che porta il nome dello scrittore. Grazie alla vedova si conservò l'archivio letterario dello scrittore, ricco di più di 60 000 documenti e una delle raccolte più importanti, se non la più importante in assoluto, della cosiddetta età d'argento della letteratura spagnola. La sua biblioteca, la cui donazione fu rifiutata dalle istituzioni franchiste, si conserva, insieme con quella di Juan Ramón Jiménez, nella Sala Zenobia-Juan Ramón Jiménez dell'Università di Porto Rico. 
Poco prima di morire terminò la traduzione delle opere complete di Balzac. Fu corrispondente dell'Academia Sevillana de Buenas Letras e dell'Accademia Goethiana di San Paolo; nel 1925 la Real Academia Española gli conferì il premio «Chirel» e l'anno dopo ebbe le Palme accademiche francesi.
Gli è intitolata una via di Siviglia.

## Traduzioni
La produzione di traduttore di Cansinos Assens fu vasta e molto varia; l'autore incominciò a tradurre fino dall'inizio della sua carriera letteraria. Dal 1914, traduce per le case editrici América, Renacimiento, Calleja, Fe, Mundo Latino, Hernando e La España Moderna diverse opere di Max Nordau, Alexandre Dumas figlio, un'antologia del Talmud, Gor'kij, Pirandello, Machiavelli, Giuliano l'Apostata, Lombroso ed Emerson. La versione de L'Atlantide di Pierre Benoît, negli anni 1930, è la sua prima collaborazione con l'editore Manuel Aguilar, per la cui casa editoriale, traduce direttamente le opere complete di Goethe, Dostoevskij, e Balzac, opere scelte di Schiller, Turgenev e Andreev. Realizza sempre per questo editore le prime traduzioni dirette di  Le mille e una notte e del Corano. Tutte le edizioni sono precedute da ampi prologhi, in cui presenta un minuzioso studio della vita degli autori e dei testi, oltre a tracciare la storia delle traduzioni in spagnolo. Cansinos Assens, conscio dei limiti propri di tutte le traduzioni, fu un traduttore che si preoccupava della letteralità dei testi, ricercando sempre il vocabolario e le espressioni in castigliano vicine all'epoca della vita degli autori, in modo da conferire al testo una maggiore verosimiglianza letteraria. Le sue traduzioni continuano a circolare ancora oggi, riviste dalla sua Fondazione.
Fu un poliglotta, caratteristica inusuale per un autore spagnolo, poiché parlava inglese, francese e tedesco; oltre a queste lingue traduceva dal russo e dall'arabo; aveva una certa conoscenza dell'ebraico, del latino e del greco antico. È stato definito come l'unico scrittore spagnolo veramente estraterritoriale.

## Opere

### Poesia e prosa poetica
- El candelabro de los siete brazos (psalmos) (1914).

### Saggi
- Estética y erotismo de la pena de muerte  (1916).
- Poetas y prosistas del novecientos (España y América) (1918).
- El divino fracaso (1918).
- España y los judíos españoles (1920).
- Salomé en la literatura (1920).
- Ética y estética de los sexos (1921).
- La nueva literatura (1917–1927), cuatro voll.
- Los temas literarios y su interpretación (1924).
- Los valores eróticos en las religiones: De Eros a Cristo (1925).
- Los valores eróticos en las religiones: el amor en el Cantar de los cantares (1930).
- Evolución de los temas literarios (La copla andaluza. Toledo en la novela. Las novelas de la torería. El mito de don Juan) (1936).
- Los judíos en la literatura española (1937).
- Mahoma y el Korán (1954, ristampata da Arca Ediciones, 2006).
- Los judíos en Sefarad (1950; ristampata a Madrid, Hebraica-Arca, 2006).
- Obra crítica. Introduzione di Alberto González Troyano, Sevilla, Biblioteca de Autores Sevillanos. Diputación de Sevilla, 2 voll. (1998).

### Narrativa
- El pobre Baby (1914, ristampata da Arca Ediciones, 2022)
- La encantadora (1916).
- El eterno milagro (1918).
- La madona del carrusel (1920).
- En la tierra florida (1920).
- El movimiento V.P. (1921, ristampata da Arca Ediciones, 2009).
- La huelga de los poetas (1921, ristampata da rca Ediciones, 2010).
- La novia escamoteada (1921)
- Las pupilas muertas (1921)
- La dorada (1921)
- La leyenda de Sophy (1922, ristampata da Arca Ediciones, 2021).
- El último trofeo (1922)
- La amada fúnebre (1922)
- El pecado pretérito (1923)
- El gran borracho (1923)
- Alma carne (1923)
- Ancilla domini (1923)
- La señorita Perséfone (1923).
- La prenda del amor (1924).
- Cristo en la morería (1924).
- Las luminarias de Hanukah (1924). Nuova edizione: Las luminarias de Janucá. Un episodio de la historia de Israel en España (Madrid, Arca, 2011).
- La casa de las cuatro esquinas (1926).
- Bohemia (póstuma, 2002).

### Memorie e diari
- La novela de un literato: hombres, ideas, efemérides, anécdotas (In tre volumi: 1982 —voll. I e II—, 1996 —vol. III— Alianza Editorial. Nuova edizione completa dei tre volumi: Alianza editorial, 2005. Ristampata in volume unico: Arca ediciones, 2022).
- Diarios de la Guerra Civil (inediti, redatti in inglese, francese, tedesco e arabo aljamiado).

### Antologie
- Antología de poetas persas (Arca Ediciones, 2006).
- Bellezas del Talmud (1919, ristampata da Arca Ediciones, 2006).